# François de Carbonnel de Canisy
 (29 mars 2025).
François de Carbonnel de Canisy (baptisé au château d'Avranches vers 1656 et mort le 28 octobre 1723 à Paris) est un évêque de Limoges.

## René de Carbonnel
René de Carbonnel, marquis de Canisy, le grand-père de François de Carbonnel de Canisy, participa à la guerre de Trente Ans. Il leva un régiment, le régiment de Canisy, qui fut anéanti à la bataille de Thionville en 1639.

## Biographie
François est le fils d'Hervé, gouverneur d'Avranches (mort le 6 janvier 1693) et de Catherine de Juyé de Morie, le petit-fils de René de Carbonel, lieutenant du roi en Normandie et gouverneur d'Avranches, qui fut le premier marquis de Canisy par lettres de décembre 1619 (mort le 27 septembre 1655).
Il est doyen de l'église d'Avranches (1680), abbé commendataire de  l'abbaye de Montebourg et de Belval et chantre de Lisieux avant d'être nommé, le 8 septembre 1695, évêque de Limoges, préconisé le 14 novembre, et sacré à Saint-Sulpice de Paris le 25 mars 1696.

Il réunit un concile à Limoges en 1703. Ses infirmités le forcent à se démettre de son évêché en août 1705. Il devient abbé commendataire de Loc-Dieu en 1706, mais il s'en démet aussi rapidement, ne conservant que son abbaye de Montebourg et celle de Belval au Bois-des-Dames.
En 1718, il fonde l'hôpital de Montebourg.